# Angélique Bègue

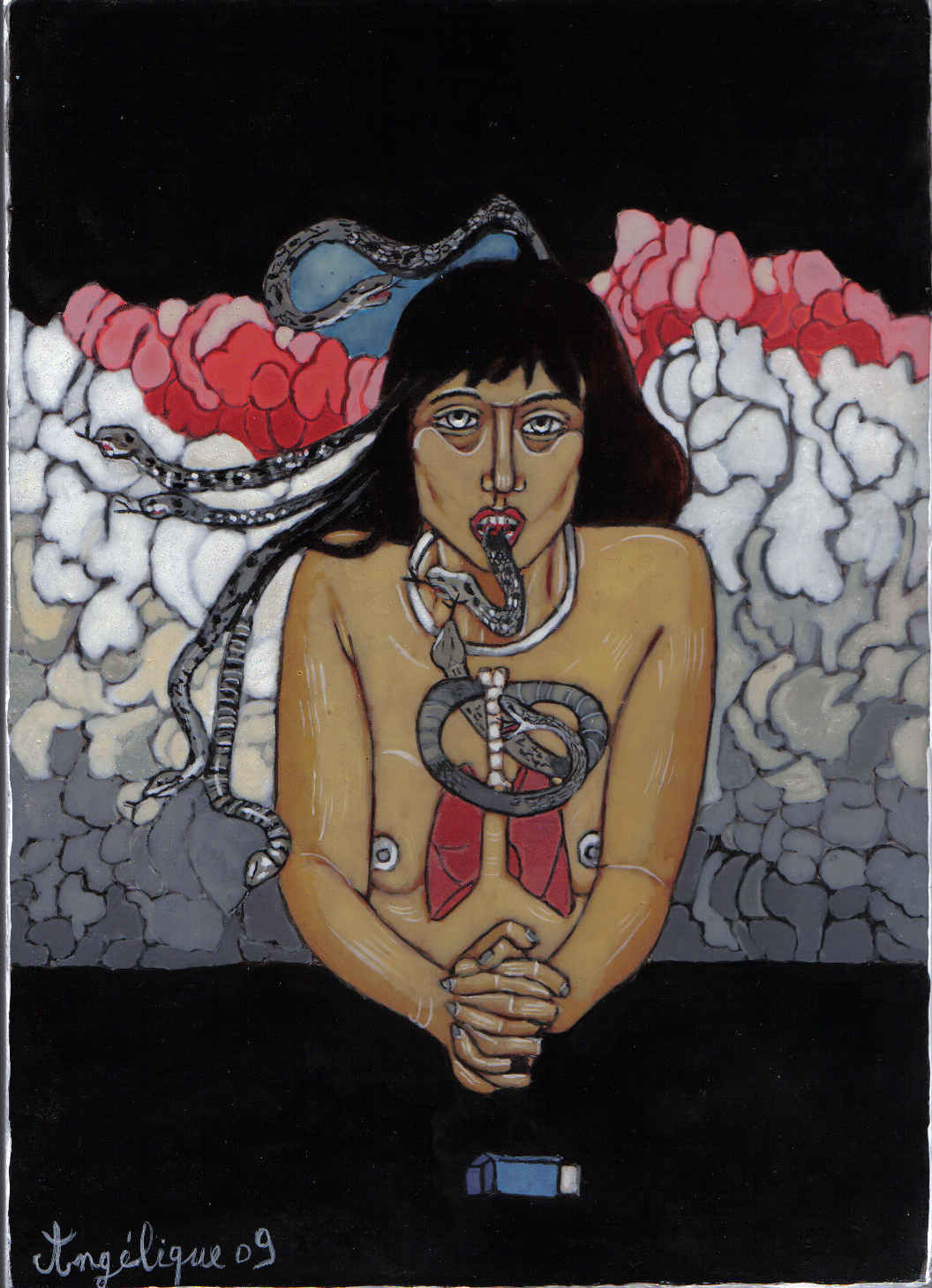
Air, Têmpera de Angélique Bègue

Angélique Bègue (Lorena, 23 de dezembro de 1970 - ) é um pintora e escritora francesa que vive e trabalha em Metz.
Angélique foi atraída para desenhar desde tenra idade, enquanto seu pai era um notável escultor amador. Primeiro, uma modelo no The Bel Arts em Metz, Angélique também posou para os fotógrafos.
Angélique treinou na "escrita" de ícones religiosos bizantinos por vários anos. Ela então se voltou para a pintura de autorretratos e depois em cenas com os parceiros. Ela pratica pintura em têmpera há vinte anos e é dedicada principalmente a ela.